# Kreditech
Kreditech (nombre comercial de Kreditech Holding SSL GmbH) es una empresa que ofrece préstamos en línea a particulares, basándose en su solvencia crediticia. A diferencia de las valoraciones de riesgo crediticio tradicionales, Kreditech realiza el análisis de los solicitantes a través de datos accesibles en Internet. Fundada en 2012 por Sebastian Diemer y Alexander Graubner-Müller, Kreditech tiene su sede central en Hamburgo, Alemania. La compañía se centra particularmente en países emergentes.

## Tecnología
Kreditech utiliza un algoritmo de autoaprendizaje que analiza el Big data. Dicho algoritmo es capaz de calcular la valoración de riesgo crediticio de una persona en segundos, analizando más de 15.000 datos. Kreditech utiliza información basada en la ubicación (GPS), información de las redes sociales (likes, amigos, localizaciones y posts), datos del hardware (sistema operativo, navegador, etc.), comportamiento de compra y conducta en línea en general para determinar la solvencia crediticia del solicitante.

## Operaciones
Kreditech opera en Polonia, España, Rusia y en India. La empresa da trabajo a más de 300 personas.  Actualmente Kreditech efectúa sus operaciones a través de varios productos como son Monedo Now, una marca de préstamos personales en línea; Kredito24, marca de minicréditos en línea; y Buy Now Pay Later, marca de financiación en puntos de venta.

## Financiación
En 2014 Kreditech cerró la ronda de financiación “Series B” en la que recaudó 40 millones de dólares. Värde Partners lideró el acuerdo junto con los accionistas de Blumberg Capital. Otros inversores como Point Nine Capital también participaron.  Esta ronda de financiación fue la más grande realizada por una empresa tecnológica de servicios financieros, y una de las mayores rondas de Alemania en 2014. Entre 2012 y 2014 Kreditech recaudó 65 millones de dólares.  La compañía empleará este dinero para continuar desarrollando sus productos y expandir las operaciones a nuevos mercados.